# Brunei
Brunei, oficial Statul Brunei, Domiciliul Păcii (malay: Negara Brunei Darussalam), este o țară insulară situată pe coasta insulei Borneo din Asia de Sud-Est. Cu excepția coastei Mării Chinei de Sud este înconjurat complet de statul Sarawak din Malaysia și este separat în două teritorii de orașul Limbang, ce face parte din statul Sarawak.
Brunei este rămășița unui puternic sultanat ce și-a recâștigat independența față de Regatul Unit pe data de 1 ianuarie 1984. Ziua Națională, care celebrează obținerea independenței, este ținută conform tradiției pe 23 Februarie.

## Geografie
Statul Brunei este situat în nordul Insulei Borneo/Kalimantan, pe țărmul Mării Chinei de Sud.
Relieful acestui stat este predominant muntos, altitudinea maximă fiind de 1850 m. Pe litoral acesta prezintă un relief colinar și de câmpie.
Râul principal ce drenează jumătate din acest stat este Sungai Belait.

## Demografie
Grupuri etnice: malayezieni 67%, chinezi 9%, băștinași 6%, alții 12%
Religii predominante: musulmană, budism, creștinism, taoism, credințe băștinașe
Limbi vorbite: malayeză, engleză, chineză